# Marquesado de Valdeiglesias
El marquesado de Valdeiglesias es un título nobiliario español creado el 28 de junio de 1879 por el rey Alfonso XII durante la Restauración borbónica en España a favor de Ignacio José Escobar y López-Hermoso, Viejo y Martínez, diputado a Cortes y consejero de Estado de España.

## Marqueses de Valdeiglesias
|                          | Titular                              | Periodo                  |
| Creación por Alfonso XII | Creación por Alfonso XII             | Creación por Alfonso XII |
| ------------------------ | ------------------------------------ | ------------------------ |
| I                        | Ignacio José Escobar y López-Hermoso | 1879 - 1887              |
| II                       | Alfredo Escobar y Ramírez            | 1887 - 1949              |
| III                      | José Ignacio Escobar y Kirkpatrick   | 1954- 1977               |
| IV                       | Alfredo Escobar y Cancho             | 1981 - actual titular    |

## Sucesión

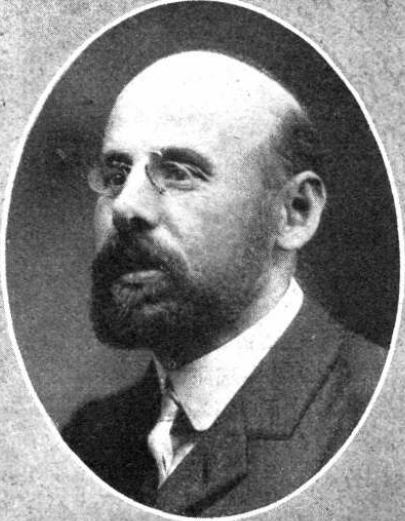
Retrato del II marqués hecho por Kaulak.

- Ignacio José Escobar y López-Hermoso, I marqués de Valdeiglesias, diputado a Cortes, consejero de Estado de España, fundador del diario La Época, órgano del Partido Conservador y de su jefe indiscutible, Antonio Cánovas del Castillo.[1] Nacido en Madrid el 1 de febrero de 1823, casado con Francisca Ramírez Maroto y fallecido en Madrid el 24 de enero de 1887. Sucedido por su hijo.[2][3]
- Alfredo Escobar y Ramírez, II marqués de Valdeiglesias, senador del reino, gentilhombre de cámara con ejercicio del rey Alfonso XIII, nacido en Madrid el 18 de marzo de 1854, casado con María de la Concepción Kirkpatrick y O'Farril, V marquesa de las Marismas del Guadalquivir y fallecido en Madrid el 23 de febrero de 1949. Sucedido por su hijo.[4]
- José Ignacio Escobar y Kirkpatrick, III marqués de Valdeiglesias, consejero del Movimiento, procurador en Cortes, nacido en Madrid el 5 de octubre de 1898,[5] casado con Elena Cancho Aguilar y fallecido en Madrid el 19 de septiembre de 1977. Sucedido por su hijo.
- Alfredo Escobar y Cancho, IV marqués de Valdeiglesias.[6]